# Informetria
Informetria — nauka o zastosowaniu metod matematycznych do badań stanu informacji, dla określenia i analizy jej zjawisk, do wyszukiwania jej praw. Wykorzystywana do mierzenia wszystkiego co da się zmierzyć w informatologii. Metody matematyczne w informetrii: algebra elementarna, algebra wyższa, analiza matematyczna, rachunek prawdopodobieństwa, logika, teoria zbiorów i relacji, statystyka opisowa, metody formalizacji graficznej.